# جایزه او. هنری

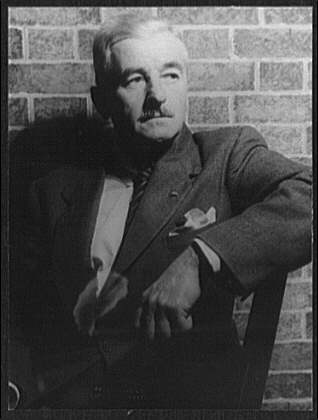
ویلیام فاکنر، رمان نویس آمریکایی

جایزه او. هنری (انگلیسی: O. Henry Award) یک جایزه سالانه آمریکایی است که به داستان‌های کوتاهی که ارزش استثنایی دارند داده می‌شود. این جایزه نام نویسنده هنرمند آمریکایی او. هنری نام گذاری شده‌است
داستان‌های جایزه نویسندگی او. هنری مجموعه سالانه ۲۰ بیست داستان برتر در ایالات متحده و مجلات کانادایی است که به زبان انگلیسی نوشته شده‌است.